# Mansour Rahbani
Mansour Rahbani (En árabe: منصور الرحباني  o Manzur Rahbani, 17 de marzo de 1925, Antelias, Líbano – 13 de enero de 2009, Beirut, Líbano) fue un músico, compositor, productor, dramaturgo y poeta libanés que durante mediados del siglo XX integró la dupla artística junto con sus hermanos Assi Rahbani, y posteriormente Elias Rahbani, llamada los "Hermanos Rahbani". Mansour Rahbani junto a su hermano Assi, son los creadores de los mayores éxitos musicales, tanto en cine, teatro, y televisión, de la afamada cantante Fairuz. También es el compositor de grandes éxitos de los reconocidos cantantes: Sabah Fighali, Wadih Al Safi, Nasri Shamseddin y Melhem Barakat, quienes integraban la recordada "Troupe Rahbani", entre muchos más. Junto con su hermano Assi Rahbanni, fue un personaje central en la formación de la identidad cultural libanesa después de la partida de los franceses en 1946. Su ascenso a la fama coincidió con lo que se considera la edad de oro en el Líbano, una época cuya banda sonora fue proporcionada por las canciones de los "hermanos Rahbani" con la voz de Fairuz.

## Biografía
Mansour Rahbani, nació el 17 de marzo de 1925, en la localidad de Antelias, Líbano, hijo de Hanna Elias Rahbani. Desde jóvenes, Mansour y Assi Rahbani eran inseparables. Crecieron juntos en Antelias, un pequeño pueblo al noreste de Beirut y estudiaron sucesivamente en la escuela de "las Hermanas Ibreen" de Antelias, la escuela "Farid Abou Fadel", la escuela "Kamal Moukarzel" y la escuela jesuita en "Bikfaya". Recibió su primera educación musical en manos del padre Bulus al-Ashqar, para luego estudiar música oriental, partituras, melodías, armonía, contrapunto, orquestación y análisis musical. Mansour Rahbani también estudio en profundidad las obras literarias de Kamel el Khalay , las composiciones de Al-Kindi y Al-Farabi , y la investigación de Shehabiya en melodías musicales árabes. Además, Mansour, fue discípulo durante nueve años en formación clásica del instrumentista francés Bertrand Robillard , quien se considera el principal catalizador que permitió que el talento del joven Rahbani brillara.

### Inicios
Mansour Rahbani, inició su carrera junto a su hermano Assi en los comienzos de la década de 1950 en la emisora radial "Del Cercano Oriente" "Al-Sahrq Al'adnaa" (árabe: إذاعة الشرق الأدنى) en donde conoce e inicia su amistad con los artistas y colegas: Philemon Wehbe, Halim El Roumi (Padre de la cantante Majida El Roumi), Nicola Al-Mani, Sami Al-Sidawi, Zaki Nassif. La emisora "Al-Sahrq Al'adnaa" bajo la dirección de Sabri Al Sharif luego pasaría a llamarse la radio oficial del Líbano. Allí, los hermanos Assi y Mansour Rahbani compusieron para la radio muchas obras, entre ellas, una serie de bocetos musicales llamados "Sabeh y Makhoul".
En 1951, Halim El Roumi, el director musical de la radio, le encomienda a los hermanos Mansour y Assi Rahbani que compongan una canción para una de las cantantes del coro de la radio llamada "Nouhad Haddad", dicha joven es quien en el futuro asumiría el nombre de Fairuz. Assi y Mansour, compusieron su primera canción para ella, llamada "Itab" (Culpa). Halim El Roumi, asiste a esa grabación quedando muy conforme, así que le solicita a Assi Rahbani y su hermano Mansour, que le compongan a Fairuz otro grupo de canciones. El trío artístico de Fairuz, Assi Rahbani y Mansour Rahbani compusieron para la estación radial un total de 50 canciones originales, todas de gran éxito en la audiencia. En 1956 durante la crisis de Suez, conocida como guerra del Sinaí, los hermanos Rahbani junto con Fairuz abandonaron la estación radial debido a su presunto sesgo y propaganda antiárabe en su cobertura de la crisis. De aquí en adelante los "Hermanos Rahbani" y Fairuz se convirtieron en un grupo musical independiente, iniciando así, un sinnúmero de obras musicales en colaboración con otros artistas. Los hermanos Rahbani compusieron la mejor música y letras para Fairuz convirtiéndose en uno de los miembros más destacados del mercado de la música libanesa y Medio Oriente. La consagración llegaría en 1957 actuando por primera vez en el Festival Internacional de Baalbeck.

## Salto a la fama de los "Hermanos Rahbani"
En la década de 1960, los hermanos Rahbani se habían convertido en una de las figuras musicales más famosas del mundo árabe, y su trabajo fue apreciado por muchos cantantes árabes. Además de las producciones que presentaron a Fairuz, también escribieron y dirigieron cientos de producciones teatrales y de televisión. Assi Rahbani también coprotagonizó con Fairuz en las películas libanesas "Safar Barlek" ( El Exilio , 1967) y "Bint El-Hares" ( La hija del guardián , 1968).
La radio y la televisión se convirtieron en los principales medios a través de los cuales se difundió su música. Assi y Mansour también comenzaron a escribir musicales, obras de teatro con diálogos musicales e interpretaciones de temas patrióticos que atrajeron al público libanés.
Los musicales se centraron principalmente en la vida del pueblo, la inocencia de crecer, los problemas del amor, el cuidado de los padres y las travesuras de la juventud. Uno de ellos se convirtió en una película, "Biyuya el Khawatem" ( El vendedor de anillos, 1973 ) dirigida por el director de cine egipcio Youssef Chahine.

### Década del 70 y guerra civil libanesa
Durante la década de 1970, las ventas combinadas del trío, Hermanos Rahbani - Fairuz, superaron todos los récords de ventas debido a la exposición internacional de su música. Los hermanos Rahbani también lanzaron las carreras de artistas que primero trabajaron como cantantes de reparto para Fairuz o actuaron en sus musicales; muchos de ellos se convirtieron en importantes figuras en la industria de la música árabe, como: Georgette Sayegh, Najat Al Saghira , Sabah Fighali , Wadih Al Safi , Melhem Barakat, Nasri Shamseddin y Huda Haddad, la hermana menor de Fairuz, fueron los protegidos más prominentes de los hermanos Rahbani.
Fairuz, Assi y Mansour fueron presentados al mundo occidental durante su gira de 1971 por los Estados Unidos. Inicialmente, los gerentes y organizadores de eventos en los Estados Unidos dudaron de la popularidad y el poder de atracción de Fairuz y los hermanos Rahbani. Sin embargo, después de un concierto del 6 de junio de 1971 en el Carnegie Hall agotado, Fairuz demostró que podía ser una artista viable en el extranjero. Después de cuatro meses de gira por los Estados Unidos, Canadá y México, el trío regresó a Beirut, donde Assi y Mansour comenzaron a trabajar en el musical "Al Mahatta" (La Estación) y un programa de televisión llamado "Al Mawasem" ( Estaciones) protagonizado por Huda Haddad.
Después de que estalló la guerra civil libanesa, los hermanos continuaron usando la sátira política y fuertes críticas en sus obras. En 1977, su musical "Petra" se mostró en las zonas musulmanas occidentales y cristianas orientales de Beirut .
En 1978, el trío recorrió Europa y las naciones del Golfo, incluido un concierto en el Olympia de París. Como resultado de esta apretada agenda, la salud médica y mental de Assi comenzó a deteriorarse. Fairuz y los hermanos acordaron terminar su relación profesional en 1979. A partir de allí, Fairuz, comenzó a trabajar con un equipo de producción dirigido por su hijo, Ziad Rahbani, mientras que Assi y Mansour compusieron para otros artistas como Ronza.

### Década de 1980
Mansour y Assi Rahbani continuaron componiendo musicales para Ronza y Fadia Tanb El-Hage (la hermana de Ronza). Volvieron a hacer su musical "Al Sha'khs" (La Persona), que habían interpretado por primera vez con Fairuz a principios de la década de 1970. Las canciones fueron regrabadas con la voz de Ronza; La producción contó con un pequeño papel interpretado por Rima Rahbani, la hija de Fairuz y Assi.
El 21 de junio de 1986, Mansour recibe la triste noticia del fallecimiento de su hermano Assi Rahbani luego de pasar varias semanas en coma. La nación Libanesa se puso de luto.

## Carrera personal
Después de la muerte de Assi en 1986, Mansour Rahbani, presenta su primera obra llamada "Verano 840" protagonizada por Ghassan Saliba y Hoda Haddad, la hermana del gran artista Fairuz, luego continuó la producción de otra obra, llamada "La voluntad" también protagonizada por Ghassan Saliba y Hoda Haddad . "Abu Tayeb al Mutanabbi" protagonizada por Ghassan Saliba y Carole Samaha, y "Hekm Al Rehyan" , protagonizada por el cantante Latifa y "Los últimos dias de Socrates" protagonizada por Rafiq Ali Ahmed, "Gibran y el Profeta" basada un texto de Khalil Gibran, "Zenobia" protagonizada por Ghassan Saliba y Carole Samaha, y su último obra "El retorno del Fenix", protagonizada por la actriz Hiba Tawaji.

### En Teatro
El teatro musical de Rahbani se considera un estilo único, que difiere medianamente del estándar internacional para las óperas. Se centra en los valores de dignidad, verdad, gracia y la profundidad de sus temas filosóficos para concentrarse en los tres temas principales, Dios, el ser humano y la tierra. Tomando el Teatro Piccadilly en Beirut como trampolín, el Teatro de los Rahbani recorrió todo el mundo árabe, dando presentaciones en Jordania , Kuwait , Irak , Egipto , Emiratos Árabes , Siria , Túnez , Marruecos , Argelia y Libia , además de varias giras artísticas en las ciudades de Londres , Mánchester , París , Río de Janeiro , Sao Paulo , Buenos Aires , doce estados de los Estados Unidos y Canadá .
Los escritos del Teatro Rahbani están relacionados con la historia, el país, la tierra, el futuro y, por supuesto, el destino de los pobres y la gente común, con especial énfasis en el folclore libanés. Rahbani también aborda los diversos problemas sociopolíticos del mundo árabe, como se muestra en las numerosas canciones de los Hermanos sobre las crisis de Palestina y Argelia. El Teatro de los hermanos Rahbani ha logrado presentar una nueva generación de cantantes, que se convirtieron en estrellas famosas en el mundo árabe.
El repertorio de Rahbani incluye obras de teatro, poemas y melodías que se introdujeron en los programas de estudio de universidades famosas de todo el mundo, incluidas la Sorbona, Harvard, Oxford, así como universidades en el Líbano y el mundo árabe. Los hermanos Rahbani también han extendido sus actividades al mundo del cine, y compusieron la música para tres películas ilustres: "Biyaa el Khawatem" (El vendedor del anillo), "Safar Barlek" (Exilio) y "Bent el Hares" (La hija del guardián). Tras la muerte de su hermano Assi, Mansour escribió y produjo grandes obras teatrales, incluyendo "Verano 840", "La voluntad", "Los últimos dias de Socrates", "El se levanto en el 3r dia", "La Misa Maronita, "Abu Tayeb al Mutanabbi", "Moulouk al Tawaef", "El último día", "Hekm al Rehyan", "Gibran y el Profeta", "Zenobia" y "El retorno del Fenix", que es su última obra maestra.

### Poesía
Mansour, publicó cuatro colecciones de poemas de una vez en 2017, que son "Palacios de agua",  "Viajo solo como rey", "Soy el otro extraño" y "Bahar Al-Sheti" en árabe coloquial.

### Vida personal y muerte
Mansour, contrajo matrimonio en julio de 1957 con Terez Abou Jouda con la que tuvo tres hijos, Marwan, Ghady y Oussama Rahbani.
En enero de 2009, Mansour Rahbani, fue ingresado en el hospital "Hotel Dieu" después de sufrir una neumonía aguda que afectó sus pulmones, lo que requirió su traslado a la sala de cuidados intensivos donde permaneció durante tres días. Tras una recaída por su debilitada condición, Mansour Rahbani murió el 13 de enero de 2009 a los 83 años, poniendo fin a la era de oro del teatro musical libanés. Fiel a sus convicciones, su último pedido fue, que su ataúd fuera austero y de madera reciclada.

### Controversia legal
En 2010, los hijos de Mansour Rahbani: Marwan, Ghady y Oussama Rahbani mantuvieron una controversia legal con su tía Fairuz debido a las regalías por los derechos de autor de su padre.

## Obras teatrales
| - 1959: El juicio - ("Al Muhakama" árabe: المحاكمة ) - 1960: La gloriosa temporada- ("Mawasim Al Aauza" árabe:موسم العز ) - 1961: Baalbek - ("Baalbek" árabe: البعلبكية ) - 1962: Puente de luna - ("Jar Al- Amar" árabe: جسر القمر ) - 1962: El regreso del soldado - ("Aaudat Al Aaskar" árabe: عودة العسكر ) - 1963: La noche y la linterna - ("Al Laila w Al-Qandil" árabe:الليل والقنديل ) - 1964: El vendedor de anillos - ("Biae Alkhawatim" árabe:بياع الخواتم ) - 1965: Dawalib Alhuu - ("dawalib alhuu" árabe: دواليب الهوا ) - 1966: Los dias de Fakhr ad-Din- ("Ayam Fakhr ad-Din" árabe:أيام فخر الدين ) - 1967: Hala y el rey - ("Hala w Al-Malik" árabe:هالة والملك ) - 1969: La Persona - ("Al Shakhas" árabe:الشخص ) - 1969: La montaña - ("Jabal Al Sawuan" árabe:جبال الصوان ) - 1970: Vive, Vive - ("Yiesh, Yiesh" árabe:يعيش يعيش ) - 1971: Sueño verdadero - ("Sah Al Nawm" árabe: صح النوم ) - 1972: Gente de papel - ("Nas min Warq" árabe:[ناس من ورق ) - 1972: El guardián de las llaves - ("Natoret El Mafateeh" árabe:ناطورة المفاتيح ) | - 1973: La estación - ("Al Mahata" árabe:المحطة ) - 1973: Poema de amor - ("Qasida Al Hob" árabe: قصيدة حب ) - 1974: Perlas - ("Lu Lu" árabe:لولو ) - 1975: Mays Al-Reem - ("Mays Al-Reem " árabe:ميس الريم ) - 1977: Petra - ("Bitra" árabe:بترا ) - 1980: La trama continúa - ("Al muamarat mustamira" árabe: المؤامرة مستمرة ) - 1982: La séptima primavera - ("Al Rabiaa Al sabaa" árabe:الربيع السابع ) - 1988: Verano 840 - ("Sif 840" árabe: صيف 840 ) - 1994: La voluntad - ("Al Wasit" árabe: الوصية ) - 1998: Los últimos días de Sócrates - ("Al Akhir Yom Suqrat " árabe: آخر أيام سقراط ) - 2000: Resucitó al tercer día - ("Wa qum fi Al-yom al Salata" árabe:وقام في اليوم الثالث ) - 2001: El padre de Tayeb al-Mutanabi - ("Abu Tayeb Al.Mutanabi" árabe:أبو الطيب المتنبي ) - 2003: El Rey de Taifa - ("Mulk Al Tawaif" árabe:ملوك الطوائف ) - 2004: El Juicio de los pastores - ("" árabe:حكم الرعيان ) - 2006: Zenobia - ("Zanubia" árabe: زنوبيا ) - 2008: El regreso del fénix - ("Eawdat Tayir al-finiq" árabe:عودة طائر الفينيق ) |

## Filmografía

### Como compositor
- 1964 Fatinat al jamahir
- 1966 Safar barlek
- 1968 Thalath Nessa
- 1968 Bint El-Hares
- 1973 Biya el-Khawatim

### Como escritor
- 1966 Safar barlek
- 1968 Bint El-Hares
- 1973 Biya el-Khawatim

### Como actor
- 1966 Safar barlek
- 1968 Bint El-Hares
- 1973 Biya el-Khawatim[8]